# Ophiacantha eurythyra
Ophiacantha eurythyra är en ormstjärneart som beskrevs av Hubert Lyman Clark 1935. Ophiacantha eurythyra ingår i släktet Ophiacantha och familjen knotterormstjärnor. Inga underarter finns listade i Catalogue of Life.